# Parijs-Tours 1999
De 93ste editie van Parijs-Tours werd verreden op 3 oktober 1999. De wedstrijd startte in Saint-Arnoult-en-Yvelines en eindigde in Tours, en maakte deel uit van de strijd om de wereldbeker. De afstand bedroeg 254,5 kilometer. Aan de start verschenen 187 renners, van wie 99 de finish bereikten.

## Uitslag
| Parijs-Tours 1999 (254,5 km) |                  |                                |            |
| Plaats                       | Naam             | Ploeg                          | Tijd       |
| Winnaar                      | Marc Wauters     | Rabobank                       | 6u 09' 54" |
| 2                            | Gianni Faresin   | Mapei-Quick Step               | + 10"      |
| 3                            | Jaan Kirsipuu    | Casino                         | + 14"      |
| 4                            | Fabrizio Guidi   | Team Polti                     | z.t.       |
| 5                            | Marco Serpellini | Lampre-Daikin                  | z.t.       |
| 6                            | Ludovic Capelle  | Home Market-Ville de Charleroi | z.t.       |
| 7                            | Fabio Baldato    | Ballan-Alessio                 | z.t.       |
| 8                            | Léon van Bon     | Rabobank                       | z.t.       |
| 9                            | Andrei Tchmil    | Lotto-Mobistar                 | z.t.       |
| 10                           | Aart Vierhouten  | Rabobank                       | z.t.       |

1896 · 
1897-1900 · 
1901 · 
1902-1905 · 
1906 · 
1907 · 
1908 · 
1909 · 
1910 · 
1911 · 
1912 · 
1913 · 
1914 · 
1915-1916 · 
1917 · 
1918 · 
1919 · 
1920 · 
1921 · 
1922 · 
1923 · 
1924 · 
1925 · 
1926 · 
1927 · 
1928 · 
1929 · 
1930 · 
1931 · 
1932 · 
1933 · 
1934 · 
1935 · 
1936 · 
1937 · 
1938 · 
1939 · 
1940 · 
1941 · 
1942 · 
1943 · 
1944 · 
1945 · 
1946 · 
1947 · 
1948 · 
1949 · 
1950 · 
1951 · 
1952 · 
1953 · 
1954 · 
1955 · 
1956 · 
1957 · 
1958 · 
1959 · 
1960 · 
1961 · 
1962 · 
1963 · 
1964 · 
1965 · 
1966 · 
1967 · 
1968 · 
1969 · 
1970 · 
1971 · 
1972 · 
1973 · 
1974 · 
1975 · 
1976 · 
1977 · 
1978 · 
1979 · 
1980 · 
1981 · 
1982 · 
1983 · 
1984 · 
1985 · 
1986 · 
1987 · 
1988 · 
1989 · 
1990 · 
1991 · 
1992 · 
1993 · 
1994 · 
1995 · 
1996 · 
1997 · 
1998 · 
1999 · 
2000 · 
2001 · 
2002 · 
2003 · 
2004 · 
2005 · 
2006 · 
2007 · 
2008 · 
2009 · 
2010 · 
2011 · 
2012 · 
2013 · 
2014 · 
2015 · 
2016 · 
2017 · 
2018 · 
2019 ·
2020 ·
2021 ·
2022 ·
2023 ·
2024 ·